# Liste des phares du pays de Galles

Ceci est la liste des phares du pays de Galles du nord-est au sud-est. Ils sont gérés, pour l'essentiel, par le Trinity House Lighthouse Service, l'organisme britannique des phares et balises.

## Clwyd
- Phare de Point of Ayr (inactif)

## Gwynedd

### Caernarfonshire
- Phare de Great Orme (inactif)

### Anglesey
- Phare de Trwyn Du
- Phare de Point Lynas
- Phare d'Amlwch (inactif)
- Phare des Skerries (Les Skerries)

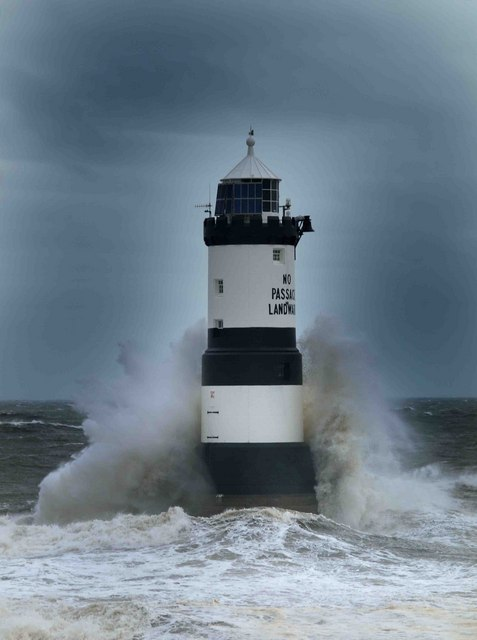
Phare de Trwyn Du

- Phare d'Holyhead Mail (Salt Island) (inactif)
- Phare d'Holyhead
- Phare de South Stack (South Stack)

### Gwynedd
- Ynys Llanddwyn (îles) :
  - Phare de Tŵr Mawr (inactif)
  - Phare de Tŵr Bach
- Phare de Bardsey (Île de Bardsey)
- Phare de Saint-Tudwal (Îles Saint-Tudwal)

## Pembrokeshire

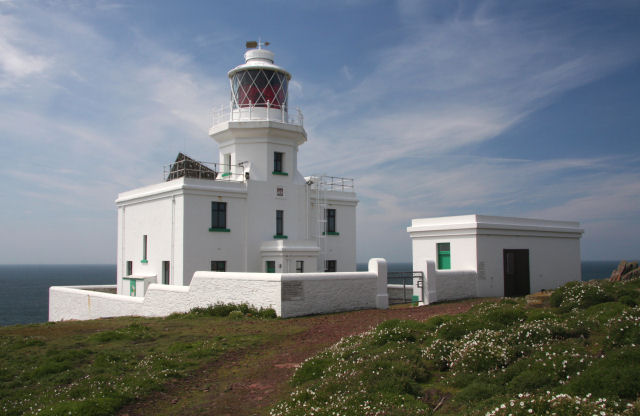
Phare de Skokholm

- Phare de Strumble Head (Strumble Head)
- Phare de South Bishop (Bishops and Clerks)
- Phare des Smalls
- Phare de Skokholm (Île de Skokholm)
- Estuaire de Milford Haven :
  - Phare de St Ann's Head
  - Feu de Great Castle Head
  - Feu de Little Castle Head
  - Feu de Watwick Point (Dale)
  - Feux de West Blockhouse Point
- Phare de Caldey (Île de Caldey)
- phare de Saundersfoot

## Carmarthenshire
- Phare de Burry Port

## Swansea
- Phare de Whiteford Point (inactif)
- Phare de Mumbles

## Bridgend
- Phare de Porthcawl

## Vale of Glamorgan
- Phare de Nash Point
- Vieux phare de Nash Point (inactif)
- Phare de Barry Docks
- Phare de Monkstone

## Cardiff
- Phare de Flat Holm

## Monmouthshire
- Estuaire de la Severn :
  - Phare de West Usk (inactif)
  - Phare d'East Usk